# Pipa (gênero)
Pipa é um gênero de anfíbios da família Pipidae.
As seguintes espécies são reconhecidas:
- Pipa arrabali Izecksohn, 1976
- Pipa aspera Müller, 1924
- Pipa carvalhoi (Miranda-Ribeiro, 1937)
- Pipa myersi Trueb, 1984
- Pipa parva Ruthven & Gaige, 1923
- Pipa pipa (Linnaeus, 1758)
- Pipa snethlageae Müller, 1914